# ملعب جيانغيين
ملعب جيانغيين هو ملعب متعدد الأغراض في جيانغيين، الصين. وهو يستخدم حالياً في معظم الأحيان في مباريات كرة القدم. ويضم الملعب 30,161 من المتفرجين. افتتح في عام 2010.